# W63 (核弾頭)
W63はアメリカ合衆国が開発していた核弾頭。アメリカ陸軍のMGM-52ランス短距離弾道ミサイル向けの戦術核兵器であったが、1966年に開発中止となった。
ローレンス・リバモア国立研究所で開発が行われており、放射線強化弾頭である。ロスアラモス国立研究所のW64核弾頭と競争開発を行なっていたが、1964年9月にW63を開発継続することとなり、W64は開発中止となった。しかし、より新型のW70核弾頭の開発のため、1966年11月にW63も開発中止となった。最終的にMGM-52ランス向けに実用化されたのはW70核弾頭（1973年開発）となっている。